# Bord (servies)

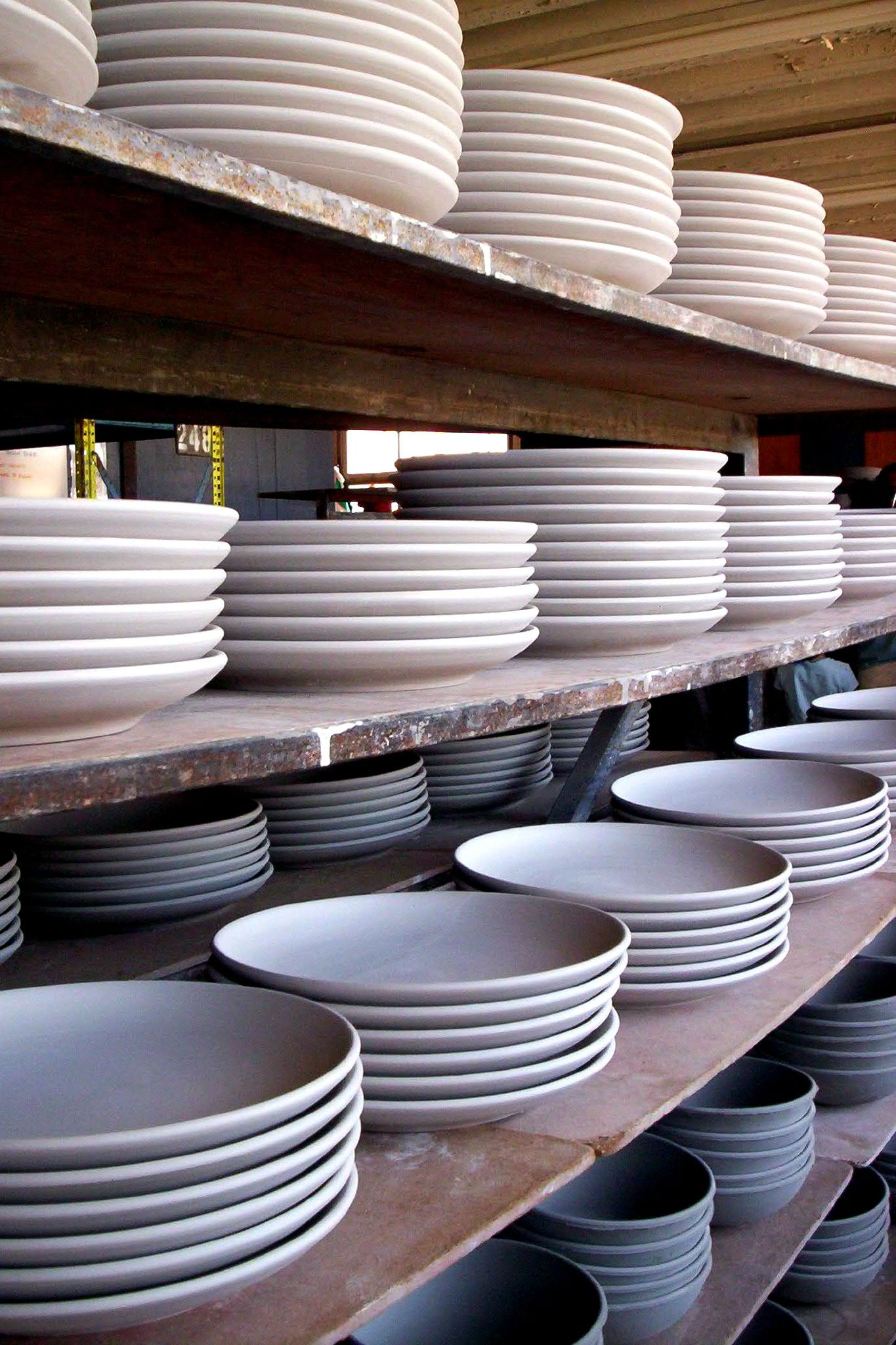
borden

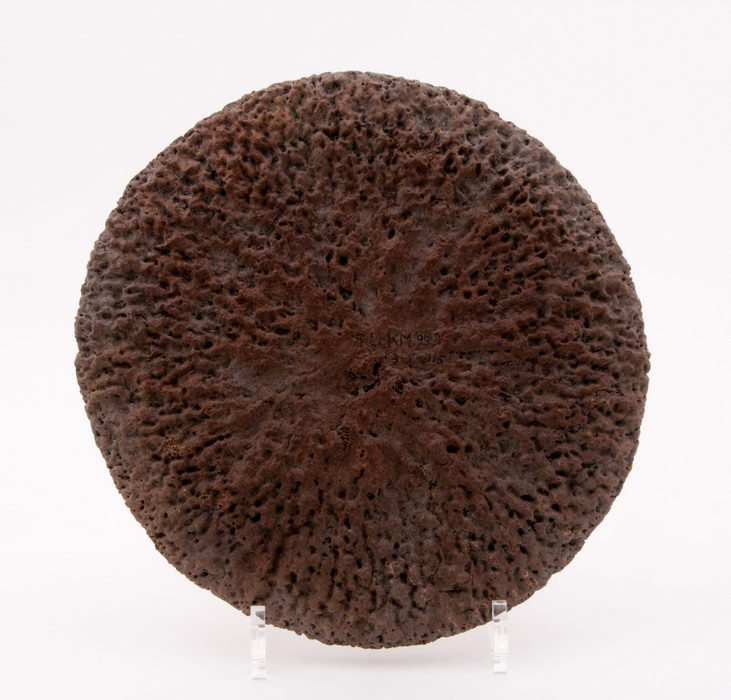
Walviswervelbot uit het jaar 1000, gevonden op Het Plein in Tiel. Gezien de snijsporen waarschijnlijk gebruikt als bord.

Een bord (ook wel: schotel of talloor) is stuk serviesgoed dat bij een maaltijd als onderlegger dient voor het voedsel. De meest gebruikelijke borden zijn van porselein, geglazuurd keramiek, maar er bestaan ook borden uit tin, kunststof, hout en gehard glas. Borden worden sinds de middeleeuwen in Europa gebruikt. Aanvankelijk werd er van schijven brood gegeten, telloor of teljoor (via Oudfrans taillor van Latijns talea, afgesneden stuk) genoemd. Dat woord komt men nu nog tegen in een aantal talen. Frans I, koning van Frankrijk, bestelde borden in tin, in zilver, in goud en in aardewerk.
Er zijn verschillende soorten borden, afhankelijk van het soort voedsel dat erop wordt geserveerd, hoewel de etiquette soms ook een rol speelt. Enkele soorten borden:
- ontbijtbord;
- soepbord (diep bord);
- dinerbord (plat bord);
- dessertbordje;
- sierbord (niet voor voedsel, maar enkel als decoratie);
  - onderbord, een variant op het sierbord: een bord met een gerecht wordt erop geplaatst;
- side plate, een nevenbordje bij een meer formele maaltijd.

Vanaf de 17e eeuw werden door de meer gegoede burgerij fraai gedecoreerde geglazuurde borden gebruikt. Aanvankelijk werden deze geïmporteerd uit China en Japan, maar naderhand werden ze ook in Europa geproduceerd.
Het diep bord wordt vooral gebruikt voor soep, terwijl vast voedsel wordt gegeten op een plat bord. Op platte borden wordt met mes en vork gegeten.
Er zijn verschillende voordelen bij het gebruik van borden:
- Houdt voedsel schoon onmiddellijk voordat je het eet.
- Voorkomt dat voedsel (of restjes) mensen of meubels bevuilen.
- Houdt voedsel koud of warm.
- Verplaatst voedsel gemakkelijk over korte afstanden.